# Vauxhall Typ D
Der Vauxhall Typ D ist ein Pkw der Oberklasse, den Vauxhall Motors in den Jahren 1912 bis 1915 und 1921 bis 1922 als Vauxhall 25 herstellte. Mehr als 1500 Stück wurden im Ersten Weltkrieg als Kommandeurswagen an die British Army geliefert. Jedes Vauxhall-Fahrgestell wurde mit einer dreijährigen Garantie einschließlich der regelmäßigen Inspektionen verkauft.
Der Vauxhall 25 war erstmals auf der Olympia Motor Show im November 1912 zusammen mit zwei seiner drei Schwestermodelle zu sehen, dem 5,1-Liter-Sechszylindermodell Typ 30 und dem Prince Henry. Alle diese Wagen hatten neue, nach vorne gehend sich verjüngende Motorhauben, die übergangslos in die Karosserie übergingen. Der kleinste Vauxhall, der Typ 16/20, war nicht ausgestellt.
Der Typ 23/60 ersetzte den 25 im Juli 1922.

## Geschichte
1911 führte Vauxhall das Modell Prince Henry ein, mit dem große Sporterfolge erzielt wurden. Viele dieser Wagen hatten schwere Aufbauten. Um damit besser zurechtzukommen, legte Vauxhall den Vierzylinder-Reihenmotor mit 95 mm Bohrung und 140 mm Hub so aus, dass er nur noch 50 bhp (37 kW) Höchstleistung bei 2000/min lieferte. Der 25 wurde als „Schwerlastfahrgestell“ vermarktet. Die Höchstgeschwindigkeit des Wagens liegt bei 60 mph (96 km/h).

## Konstruktion
Das schwere Fahrgestell hat halbelliptische Blattfedern und Starrachsen hinten und vorne. Der Motor mit festem Zylinderkopf, einer Bohrung von 95 mm und einem Hub von 140 mm treibt über eine Mehrscheibenkupplung und ein separates Vierganggetriebe die Hinterräder an. Motor, Kupplung und Getriebe sind auf einem Hilfsrahmen montiert. Die Vorderräder sind ungebremst. Der Wagen hat  eine Getriebebandbremse, die mit einem Pedal betätigt wurde. Die Hinterradbremsen werden mit einem Hebel im Innenraum betätigt. „Die Einstellung der Hinterradbremsen ist nicht gut erreichbar und bedingt den Einsatz von Werkzeug.“
Etwa 4500 Vauxhall 25 wurden insgesamt hergestellt, darunter 1556 Stück, die an das Militär geliefert wurden. Das Nachfolgemodell 23/60 hatte bereits einen Motor mit hängenden Ventilen und Vierradbremsen.

## Karosserien
Der Vauxhall 'Kington', ein Tourenwagen, war das Hauptmodell der Modellreihe. Neben einigen Werkskarosserien waren nach Maßgabe eines Katalogs vom März 1921 auch Sonderaufbauten der selbständigen Karosseriehersteller Grosvenor und Mulliner Northampton lieferbar.

### Werkskarosserien
- £ 1785: 'Cholmeley'-Cabriolet: 6 Sitzplätze, mit zu öffnendem Dach mit V-förmiger Front.
- £ 1660: 'Armidale'-Pullman-Limousine: 6 Sitzplätze, dunkelblau mit grauer Innenausstattung.
- £ 1760: 'Warwick'-Landaulet: 6–7 Sitzplätze, mit halb zu öffnendem Dach.

### Karosserien von Grosvenor
- £ 1528: 'Denbigh'-Zweisitzer.
- £ 1979: 'Pullman'-Landaulet: 6–7 Sitzplätze, mit halb zu öffnendem Dach mit V-förmiger Front, Seidenverkleidungen, Diktafon usw.
- £ 1735: 'Arundel'-Allwetter-Cabriolet: 4 Sitzplätze, mit zu öffnendem Dach.
- £ 1550: 'Malvern'-Sechssitzer: offener Wagen, dunkelblau mit grauer Innenausstattung.

### Karosserien von Mulliner Northampton
- £ 1835: Limousine oder Pullman-Limousine mit erhöhtem Dach: 6–7 Sitzplätze, dunkelblau mit grauer Innenausstattung.
- £ 1800: Limousine oder Pullman-Limousine: 6–7 Sitzplätze, dunkelblau mit grauer Innenausstattung.[6]

## Fahrbericht
Im April 1921 probierte der Motorjournalist der Times aus, was er für ein neues Modell hielt. Er schrieb: „Geschwindigkeit ist ein Aktivposten für ein Automobil. Wenige erfahrene Automobilisten sorgen sich darum, mit hoher Geschwindigkeit zu fahren, aber das Gefühl, dass der Wagen große Leistungsreserven hat, die jederzeit abgerufen werden können, und die Fähigkeit, dem auf offenen Straßenstücken in erheiternden Geschwindigkeitsorgien nachgeben zu können, die Hügel so abzuflachen, als seien sie eben, sind Freuden, die kaum einer nicht schätzen kann, sobald der Zauber sich entfaltet hat.“
„Vauxhalls neues 25-hp-Modell profitiert von der wertvollen Erfahrung, die man zwischen 1914 und 1919 gewonnen hat. Die Modelle für das Kriegsministerium waren zweifellos rau und man gab sich wenig Mühe, ein feines Automobil zu bauen, aber in diesem neuen Wagen wurden gleichmäßige Geschwindigkeit und Weichheit erfolgreich kombiniert.“
„Für den Fahrer ist dieser Wagen freudvoll. Alle Bedienelemente funktionieren mit ausgesuchter Effektivität und der Motor ist voller Leben. Die Radaufhängung ist gut. Der Charakter des Motors, starke, aber weiche Bremsen, leichtgängige Lenkung und der Geradeauslauf des Wagens sorgen dafür, dass man zum Fahren des 25 nur so viel Kraft benötigt wie für ein kleines Automobil. Die Gangwechsel sind ‚schwierig ohne Kratzen oder Grummlen zu bewältigen‘, Doppelkuppeln ermöglicht geräuschlose Gangwechsel.“
„Die Zeichen des Fortschritts in der Konstruktion von Automobilen an diesem Vauxhall sind z. B.: ein Ölfilter unten im Kurbelgehäuse, den man leicht nach vorne ausbauen kann; leicht durchzuführende Einstellungen an der Luftpumpe, die den Vergaser mit Kraftstoff versorgt; der Kettenantrieb der Nockenwelle; der Antriebsriemen für den Ventilator. Umkonstruktion des Schmiersystems: Das vordere Getriebelager kann man durch eine leicht abzunehmende Abdeckung erreichen, usw.; die Ventilschäfte sind geschmiert; Fettschälchen wurden durch Kugelventilöler ersetzt. Auf den Trittbrettern befinden sich Werkzeugkisten.“
Er fasste den langen Bericht mit folgender Feststellung zusammen: „Eine sorgsam gut gezüchtete Maschine vom Charakter eines Windhundes“.

## Galerie

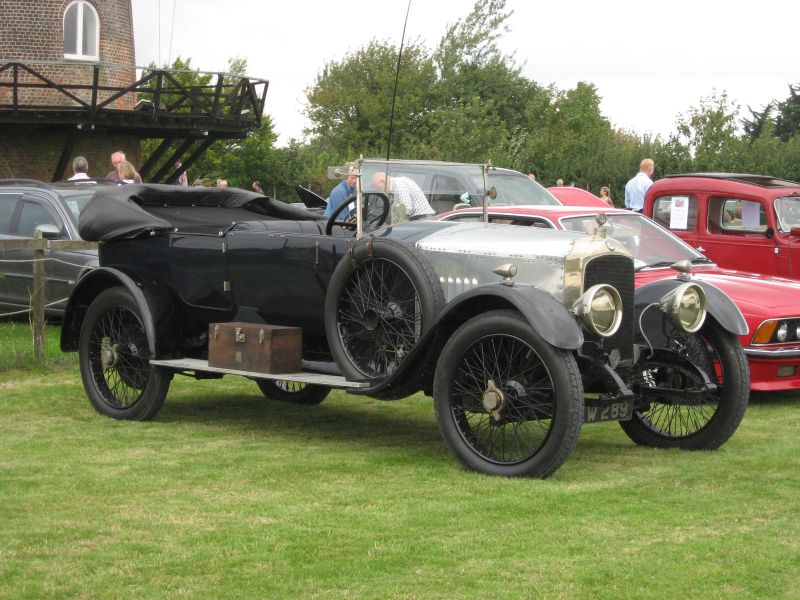
'Kington'-Tourenwagen 1921
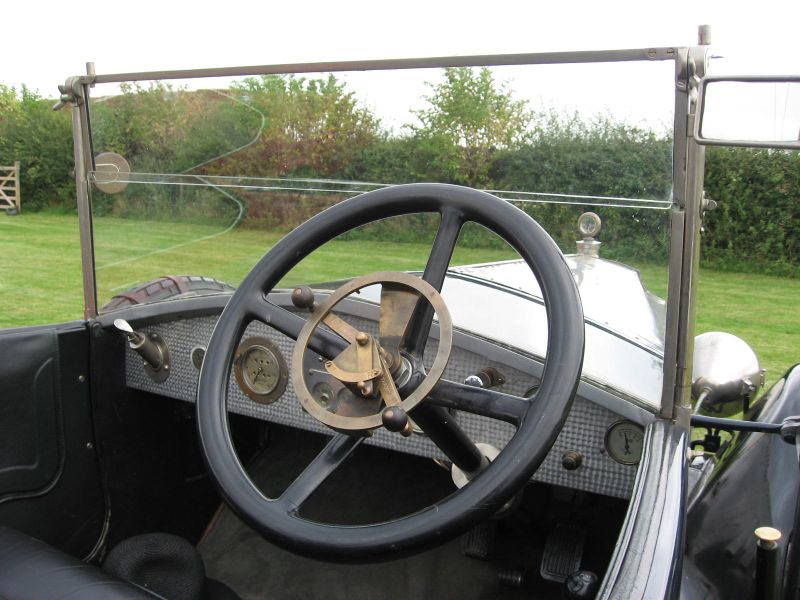
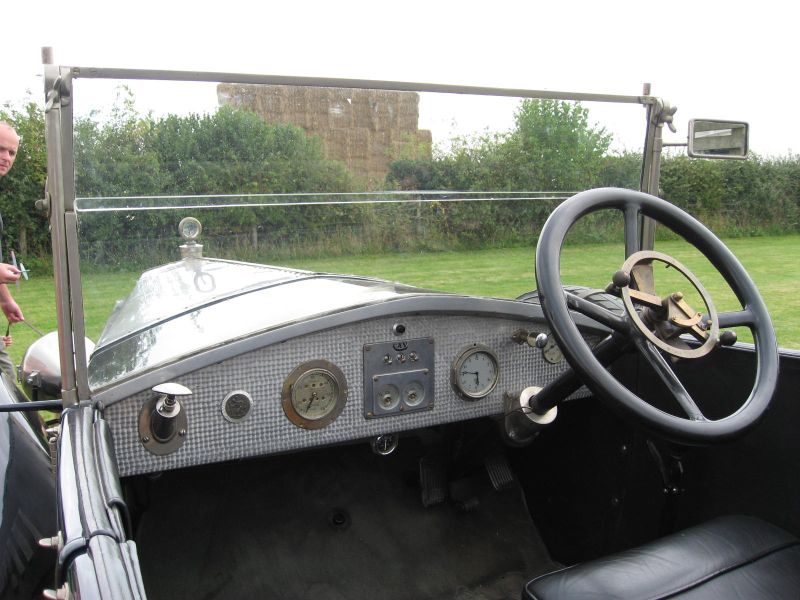
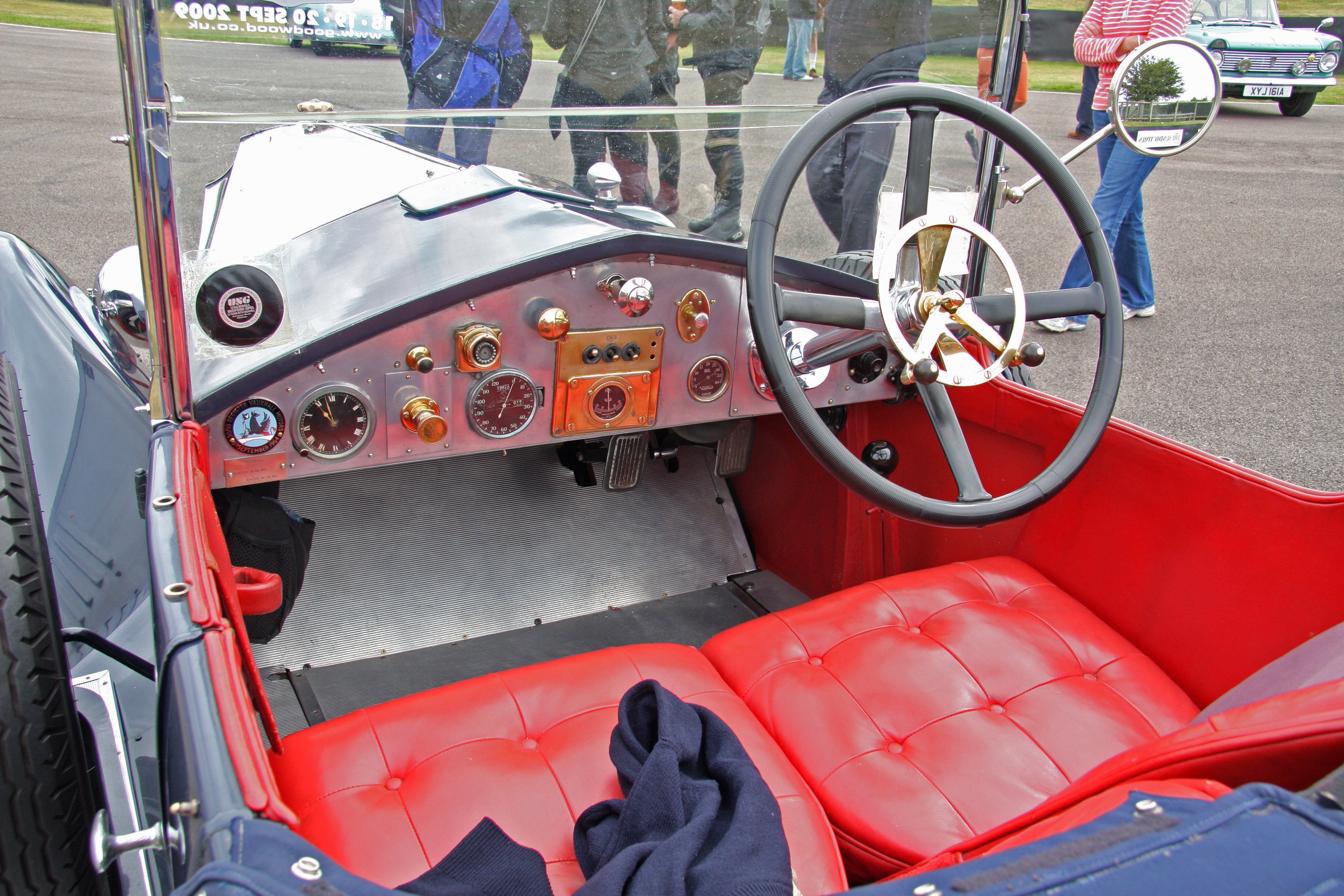
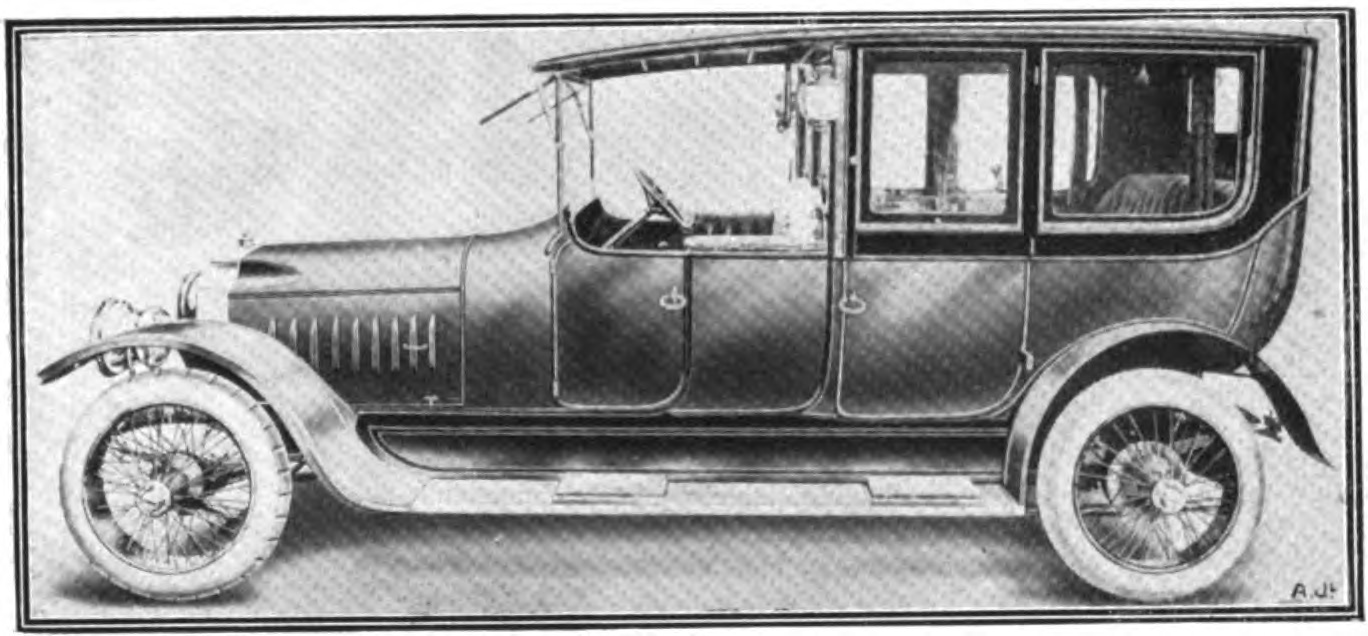
’Brendon’-Pullman-Limousine (1913)
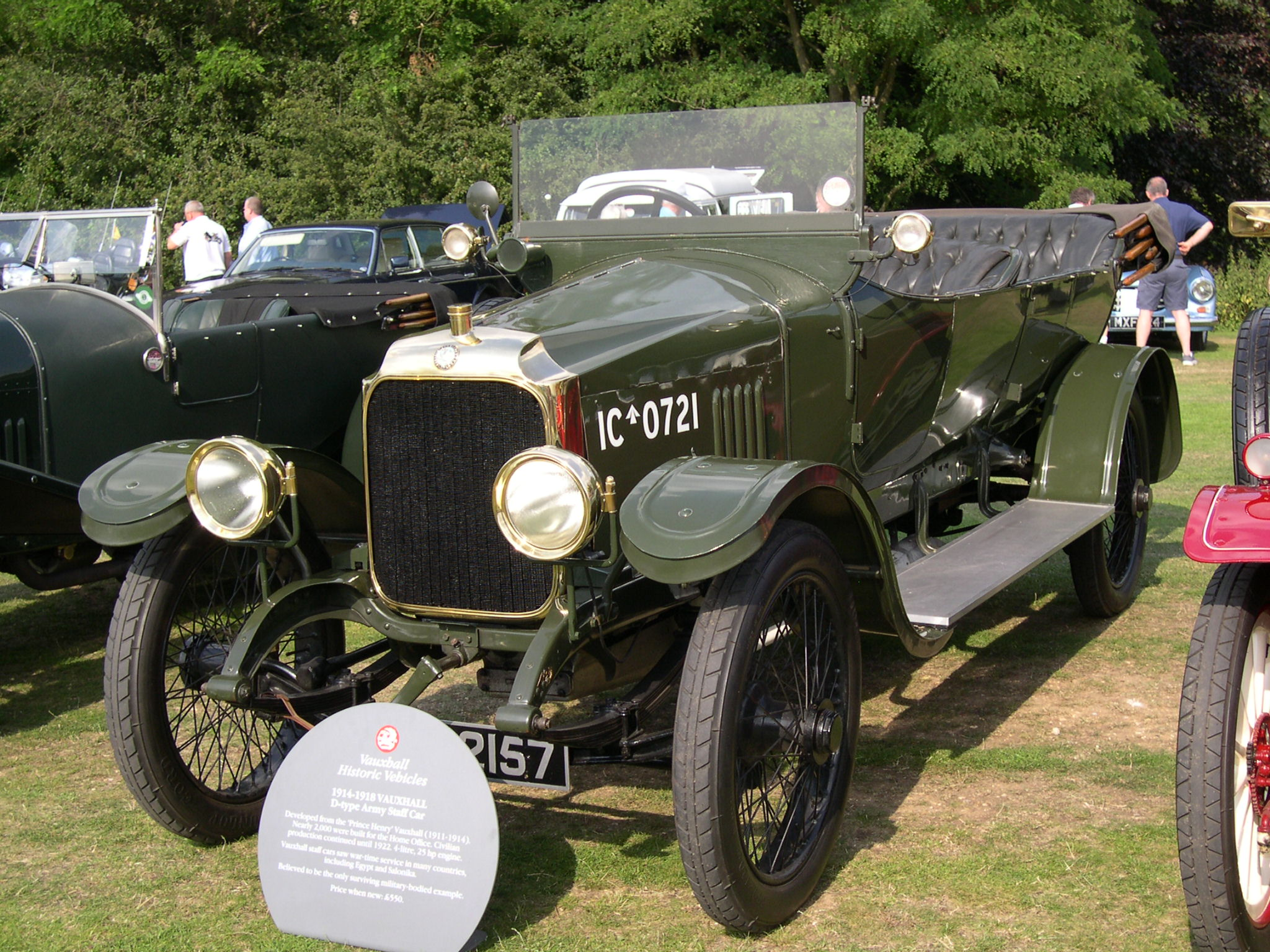
Vauxhall-Typ-D-Kommandeurswagen (1914)
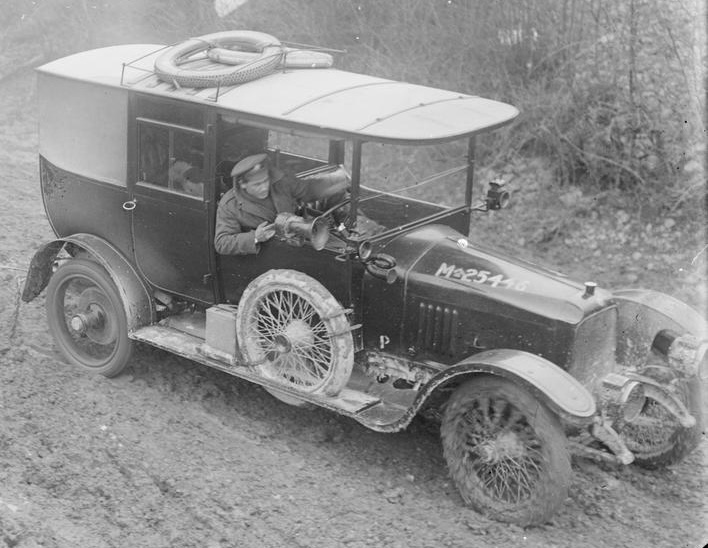
An der Westfront in Frankreich
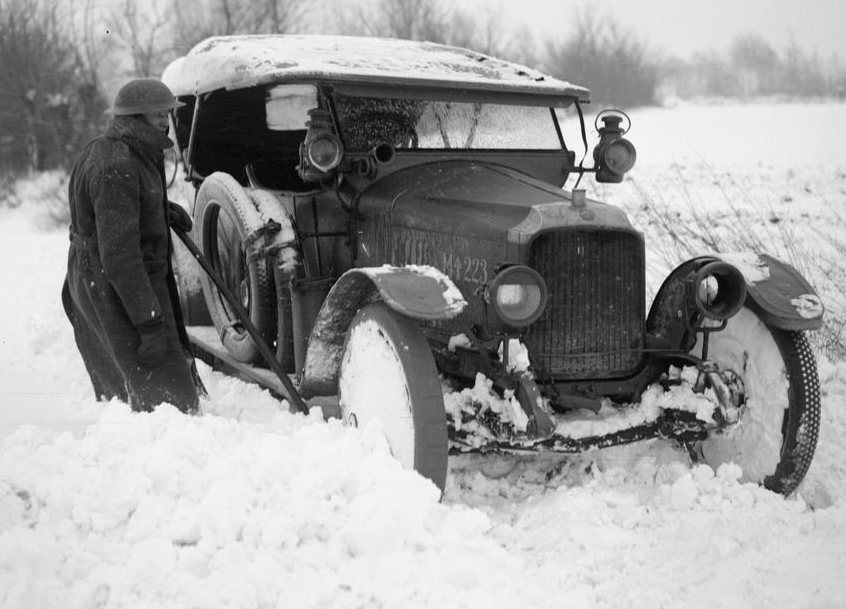
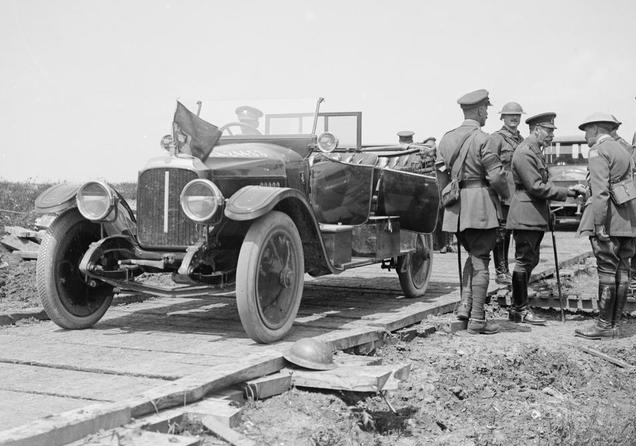
Georg V. an der Vimy Ridge. (11. Juli 1917)